# Bruno Bauer
Pour les articles homonymes, voir Bauer.
Bruno Bauer (né à Eisenberg le 6 septembre 1809, mort à Rixdorf le 13 avril 1882) est un théologien, philosophe et historien allemand.
Promoteur de la critique radicale de la Bible, il est un partisan de la thèse mythiste concernant Jésus.

## Biographie
Bruno Bauer était le fils d'un peintre sur porcelaine à Eisenberg en duché de Saxe-Gotha-Altenbourg,ses frères sont l'écrivain et militant Edgar et l'éditeur Egbert.
Il étudie au lycée Frédéric-Guillaume de Berlin. Il effectue ses études universitaires sous la direction de Hegel lui-même jusqu’à la mort de ce dernier en 1831. Hegel récompense par un prix de l'Université son jeune élève pour un essai philosophique où il critique Kant.
Bauer suit ses études à l'Université Frédéric-Guillaume  de Berlin, où il fait partie de ceux qu'on appelle alors les Hégéliens de droite conduits par les hégéliens Philip Marheineke et Ernst Wilhelm Hengstenberg.
- En 1834, il commence à enseigner à Berlin comme licencié en théologie et en 1839 est transféré à l'Université de Bonn.
- En 1838, il publie son  Kritische Darstellung der Religion des Alten Testaments (2 vols.), qui montre qu'à cette date il était encore fidèle à la droite hégélienne.[réf. nécessaire]

En 1842 le gouvernement le révoque et il se retire pour le reste de sa vie à Rixdorf, près de Berlin.

## Freien
Bauer membre du club des docteurs qui est interdit lorsque le gouvernement combat l'hégélianisme, s'associe aux Jeunes hégéliens ou « Hégéliens de Gauche » et regroupe autour de lui le nouveau club appelé les freien.

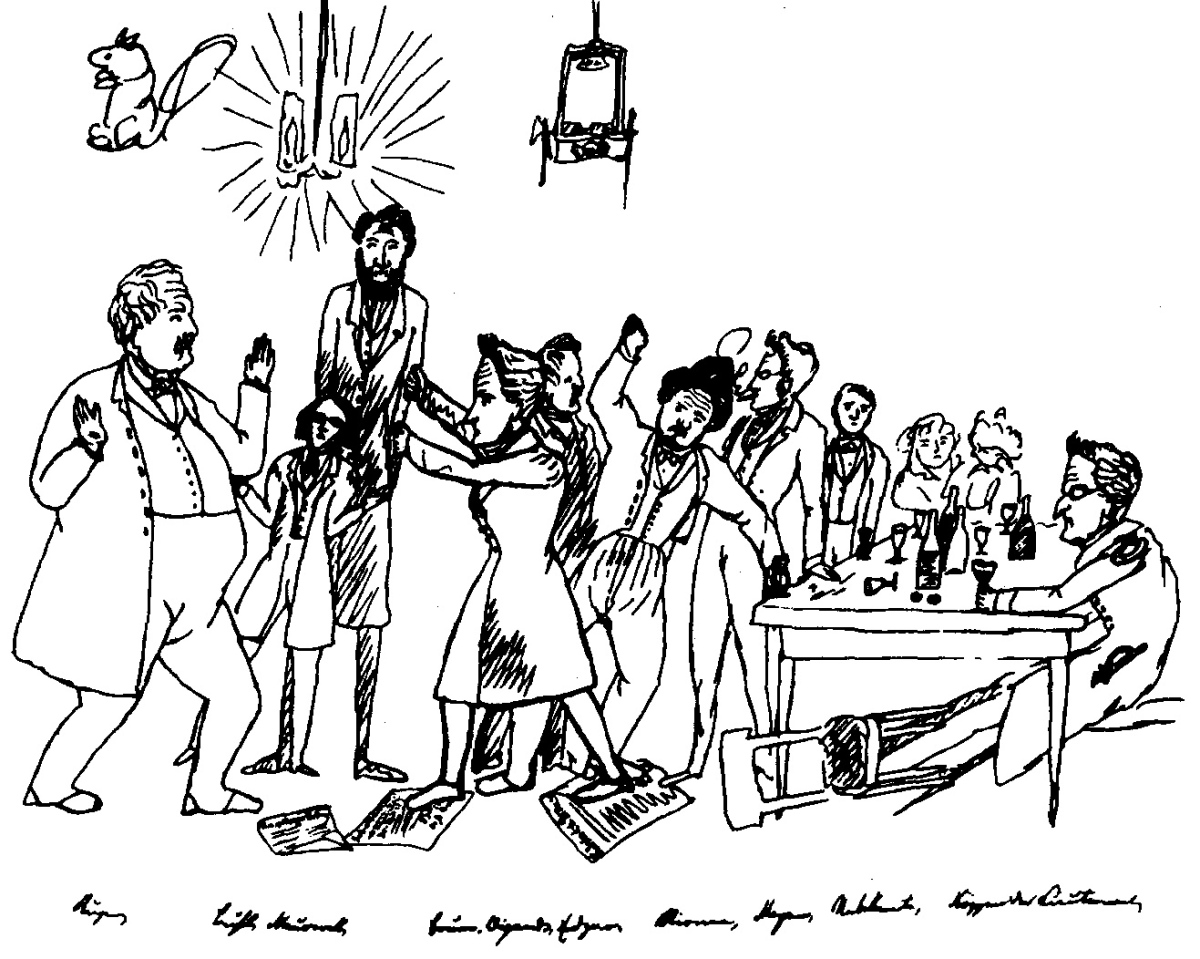
Dessin par Engels

À partir de ce moment, il est pris d'un intérêt passionné pour l'histoire moderne et pour la politique, autant que pour la théologie, et publie Geschichte der Politik, Kultur und Aufklärung des 18ten Jahrhunderts (4 vols. 1843-1845), Geschichte der französischen Revolution (3 vols. 1847) et Disraelis romantischer und Bismarcks' socialistischer Imperialismus (1882). Parmi ses autres travaux critiques, on peut citer une critique des évangiles et une histoire de leur origine, Kritik der Evangelien und Geschichte ihres Ursprungs (1850-1852), un livre sur les Actes des Apôtres, Apostelgeschichte (1850) et une critique des épîtres de Paul, Kritik der paulinischen Briefe (1850-1852).

## Recherches

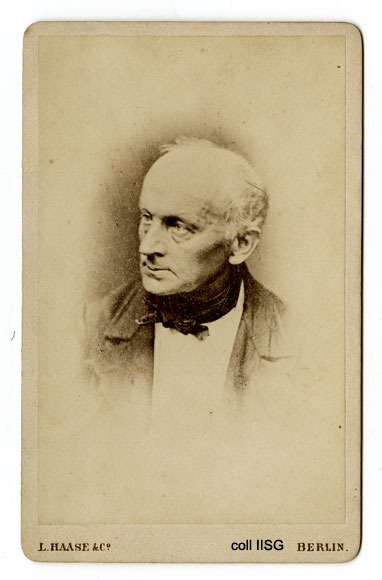
Bruno Bauer

### Mythicisme
En réaction à sa lecture de la Vie de Jesus de David Strauss, il se plonge dans l'étude des évangiles pour défendre l'honneur du christianisme et de Jésus mais au fil de son étude son opinion évolue et dans deux travaux, un sur le Quatrième Évangile, Kritik der evangelischen Geschichte des Johannes (1840) et un autre sur les Synoptiques, Kritik der evangelischen Geschichte der Synoptiker (1841), aussi bien que dans son Herr Hengstenberg, kritische Briefe über den Gegensatz des Gesetzes und des Evangeliums, il montre un rejet complet de son orthodoxie antérieure en faveur de la thèse mythiste.
La critique de Bauer du Nouveau Testament était déconstructrice. David Strauss, dans sa Vie de Jésus, avait expliqué que les récits des évangiles étaient des produits à moitié inconscients de l'instinct mythique dans les communautés chrétiennes primitives. Bauer tourne en dérision cette conception et affirme, reprenant une théorie de C. G. Wilke (Der Urevangelist, 1838), que le récit original était l'évangile de Marc.
Cet évangile, affirmait-il, avait été achevé sous le règne d'Hadrien (tandis que son prototype, le Ur-Marcus, qu'une analyse critique permettait de retrouver dans l'évangile selon Marc, avait été commencé vers le temps de Flavius Josèphe et des guerres entre Romains et Juifs). Bauer, comme d'autres partisans de cette hypothèse marcienne, était persuadé que tous les autres récits évangéliques avaient puisé dans l'Évangile de Marc, considéré comme un modèle dans les communautés où on les avait écrits.
Albert Schweitzer, un de ceux qui ont étudié l’œuvre de Bruno Bauer, dit de lui qu'il avait commencé par vouloir défendre l'honneur de Jésus en défendant sa réputation contre « la parodie de biographie inepte qu'avaient forgée les apologistes chrétiens ». Cependant, une étude approfondie du Nouveau Testament l'a fait arriver à cette conclusion qu'il s'agissait d'une fiction complète, d'un mythe, d'une légende et il considérait l'évangéliste Marc non seulement comme le premier narrateur, mais même comme celui qui avait inventé et forgé toute l'histoire qui n'était plus qu'une fiction, tandis que le christianisme reposait sur les inventions d'une seule personne ». (Otto Pfleiderer).
Bauer publia de nombreux articles dans divers journaux, défendant sa critique : critique politique, puis critique critique ou critique pure. En tant qu'hégélien de gauche, Bauer a notamment influencé Stirner.
Bien que Bauer eût examiné le « proto-Marcus », ce sont ses remarques sur la version reçue de l'Évangile de Marc qui attirèrent l’attention du public. Surtout, quelques thèmes clés dans l'Évangile de Marc lui paraissaient purement littéraires. Le thème bien connu du secret messianique, selon lequel Jésus ne cessait d'opérer des miracles pour dire ensuite à ceux qui en avaient été témoins de ne les raconter à personne, semblait à Bauer un exemple de fait imaginaire. « Si c'est le cas, écrivait-il, alors le rédacteur qui a ajouté  ce thème était probablement le rédacteur final de notre version actuelle de l'Évangile de Marc. » Dans cette spéculation, Bauer n'était pas d'ailleurs un théologien isolé.
C'est ainsi que certains théologiens de l’École de Tübingen (tel Ferdinand Christian Baur) considéraient quelques-unes des épîtres de Paul comme des contrefaçons du IIe siècle. Bauer approuvait certaines de leurs conclusions et y ajoutait les siennes, développant ses analyses théologiques. Par exemple, il suggérait que les épîtres de Paul avaient été écrites en Occident pour s'opposer au Paul des Actes. Bauer continuait en discutant sur la prépondérance de l'élément gréco-romain sur l'élément juif, dans les Écritures chrétiennes et il soutenait sa théorie en dépeignant tout un arrière-plan historique.
Selon lui, l'auteur de l'évangile de Marc était « un Italien qui se sentait chez lui à la fois à Rome et à Alexandrie » ; celui de l'évangile de Matthieu « un Romain, nourri de l'esprit de Sénèque » ; le christianisme est essentiellement « le Stoïcisme triomphant dans un déguisement juif. »
Il est évident que Marc est un nom romain, pas un nom juif. Ce en quoi Bruno Bauer a innové lui venait d'un examen attentif de la littérature européenne du Ier siècle. Selon lui, bien des thèmes clefs du Nouveau Testament, en particulier ceux qui s'opposent à ceux de l'Ancien, peuvent être retrouvés assez facilement dans la littérature gréco-romaine qui a fleuri au Ier siècle. (Nous devons noter ici que le même point de vue a été aussi soutenu par quelques savants juifs[Lesquels ?].)
Le dernier livre de Bauer, Christ et les Césars (1877) offre une analyse pénétrante qui montre que certains mots-clés de la pensée sont communs aux auteurs du Ier siècle, comme le stoïcien Sénèque, et aux textes du Nouveau Testament. C'est une chose qui avait déjà été remarquée, mais on expliquait autrefois que Sénèque avait probablement été secrètement chrétien. Bruno Bauer est peut-être le premier à avoir voulu démontrer que certains auteurs du Nouveau Testament avaient fait librement des emprunts à Sénèque.

### Athéisme
Il publie de manière anonyme, fin 1841, un pamphlet satirique et ironique (auquel aurait pu participer Karl Marx), intitulé La trompette du jugement dernier. Contre Hegel, l'athée et l'antéchrist. Un ultimatum réédité en 1992. D'après Pierre Macherey, « ce petit livre, dont la première partie est parue en 1841, a été composé par le seul Bauer : Marx avait envisagé de contribuer aux livraisons suivantes de cette publication, et c’est à cet effet qu’il avait entrepris son commentaire critique du droit politique hégélien, comme il l’indique dans une lettre à Ruge du 20 mars 1842 » (cf. Marx-Engels, Correspondance, t. I, éd. Sociales, 1971, p. 248). Mais la rédaction de ce commentaire, demeuré inachevé et dont les parties rédigées sont restées inédites, l’a conduit loin de Bruno Bauer et de sa conception de la critique. Marx n’a finalement jamais collaboré à la rédaction de La trompette, dont une seconde livraison consacrée à la conception hégélienne de l’art et de la religion, également rédigée par Bauer, a été publiée en 1843." Dans cet ouvrage, Bauer montre l'athéisme sous-jacent de l'hégélianisme en prenant le point de vue d'un croyant qui démasque une philosophie sans dieu qui se déguise en christianisme.

### La question juive
En 1843, il publie un essai, La Question juive, qui fait l'objet d'une polémique engagée par certains intellectuels juifs : Gabriel Riesser, Samuel Hirsch, Gustav Philippson, et d'un commentaire critique de Karl Marx, promu récemment docteur en philosophie, dans un article de 1844 intitulé Sur la Question juive (Zur Judenfrage). Contrairement à Bauer, Marx pose en principe que les juifs sont en mesure de s’émanciper sans « se détacher complètement et définitivement du judaïsme ». (Marx comme Bauer est pour l'abolition des provenances aliénantes et aliénatoires, pour l'émancipation humaines universelle et non nationales, locales, ethniques, raciales ou religieuses...).

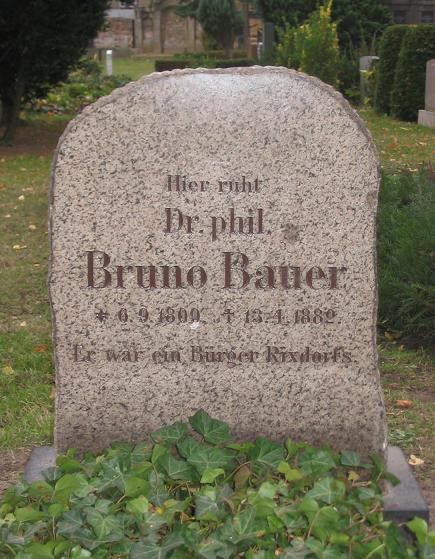
Stèle de Bruno Bauer

## Œuvres traduites en français
- La Trompette du Jugement dernier contre Hegel l'athée, Aubier Montaigne, coll. « Philosophie », 1992
- La Question juive, Union générale d'éditions, 1968, 186 p.
- Critique de l'histoire évangélique des synoptiques, Ladrange, 1850, 666 p.
- La Russie et l'Angleterre, E. Bauer, 1854, 88 p.